# Leonid Roumiantsev
Pour les articles homonymes, voir Roumiantsev.
Leonid Dmitrievitch Roumiantsev (en russe : Леонид Дмитриевич Румянцев) (né le 8 mars 1916 à Moscou dans l'Empire russe et mort le 23 juin 1985 dans la même ville) est un joueur de football soviétique (russe).
Il est surtout connu pour avoir terminé meilleur buteur du championnat d'URSS lors de la saison 1937 avec 8 buts (à égalité avec les joueurs Boris Paichadze et Vassili Smirnov).

## Statistiques
| Saison                | Club                  | Championnat           | Championnat | Championnat | Coupe(s) nationale(s) | Coupe(s) nationale(s) | Total | Total |
| Saison                | Club                  | Division              | M.          | B.          | M.                    | B.                    | M.    | B.    |
| 1936                  | Spartak Moscou        | D1                    | 6           | 0           | 5                     | 1                     | 11    | 1     |
| 1937                  | Spartak Moscou        | D1                    | 16          | 8           | 3                     | 1                     | 19    | 9     |
| 1938                  | Spartak Moscou        | D1                    | -           | -           | -                     | -                     | 0     | 0     |
| 1939                  | Spartak Moscou        | D1                    | 2           | 0           | -                     | -                     | 2     | 0     |
| 1940                  | Spartak Moscou        | D1                    | 3           | 1           | -                     | -                     | 3     | 1     |
| Total sur la carrière | Total sur la carrière | Total sur la carrière | 27          | 9           | 8                     | 2                     | 35    | 11    |